# Christian Jürgensen Thomsen

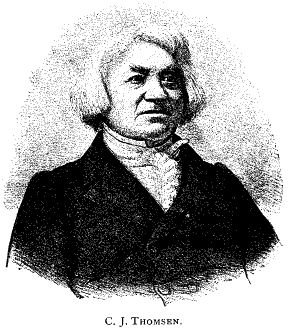
Christian Jürgensen Thomsen (1788-1865)

Christian Jürgensen Thomsen (ur. 29 grudnia 1788 w Kopenhadze, zm. 21 maja 1865 tamże) – duński archeolog, twórca podwalin archeologii prehistorycznej, jeden z organizatorów i pracownik przyszłego Muzeum Narodowego w Kopenhadze.
W 1816 r. podjął pracę jako sekretarz Królewskiej Komisji Opieki nad Starożytnościami, wtedy też powierzono mu zadanie uporządkowania kolekcji znalezisk archeologicznych zgromadzonych w kopenhaskim kościele pw. Św. Trójcy i zaprezentowania ich na wystawie, w ramach której posortował materiał archeologiczny na 3 grupy - epoki:
- epokę kamienia
- epokę brązu
- epokę żelaza

W ten sposób jego wystawa stała się podstawą do ustalenia periodyzacji dziejów ludzkości.
Thomsen skorzystał tu z pracy Vedel Simonsena, który już w latach 1813–1816 wydzielił epoki kamienia, miedzi i żelaza, jednak dopiero analiza zbioru zabytków dokonana przez Thomsena dowiodła prawdziwości takiego podziału. 
O powyższym podziale, C.J. Thomsen po raz pierwszy napisał w 1818 r. w liście do szwedzkiego profesora historii J.H. Schrodera. Stworzona przez niego wystawa została otwarta dla publiczności w 1819 r. pod nazwą Muzeum Staronordyckiego, które zostało przeniesione w 1832 r. do jednego ze skrzydeł zamku królewskiego Christiansborg w Kopenhadze. W 1836 r. C.J. Thomsen opublikował założenia koncepcji trzech epok w książce pt. Ledetraad til nordisk Oldkyndighed (czyli Przewodnik po nordyckich starożytnościach).
Podział dokonany przez Thomsena został uszczegółowiony przez Johna Lubbocka w 1865 r., kiedy to epokę kamienia podzielono na paleolit i neolit. Prawidłowość tej chronologii potwierdził swoimi pracami inny archeolog duński J.J.A. Worsaae (1821–1885), który został pierwszym profesorem archeologii na uniwersytecie w Kopenhadze.
C.J Thomsen w 1832 r.podjął pracę w kopenhaskim Gabinecie Numizmatycznym (Møntkabinettet), a po śmierci w 1842 r. jego dyrektora sam objął tę posadę. Zgromadził olbrzymią kolekcję (ok. 27 000 sztuk) monet.